# 南洋材
南洋材（なんようざい）とは、熱帯地域で産出される木材のこと。

## 概要
住宅用の建材や合板の材料となるフタバガキ科を使用したラワンが主力。工芸品などに利用される黒檀やチークなども含む。

## 木材貿易
日本への輸出している国は、マレーシア（サバ州など）、インドネシアが中心。熱帯雨林を根こそぎ皆伐する手法は、学識経験者や自然保護団体から環境破壊と指摘される一方、1990年代からは森林率の減少が顕著となり、大口径木材の資源の枯渇も進んだ。このため、輸出国が伐採の規制や現地加工の義務づけなどの条件を設定するようになり、丸太での貿易量は減少。
2023年（令和5年）時点の、日本の丸太輸入量（総計1,998千立方メートル）に占める南洋材丸太の割合は、わずか1.5%（30千立方メートル）となっている。

## 将来性
1980年代から成長が活発なユーカリなどによる植林事業が活発化、2000年代に入ると実際に日本向けに伐採されるものも出てきた。今後は人工林が中心となる持続的な森林経営が行われていくものと期待されている。

### 合板生産
南洋材を使用した合板は強度が高く、工事現場では型枠などに不可欠な資材であった。しかし、度重なる東南アジアでの伐採規制の強化などにより次第に丸太入手、合板の生産は困難となった。これに代わるように日本国内の合板生産量に占める国産針葉樹（スギ）による合板生産量の割合は年々増加、2003年には6割を超えて2020年には97％に達した。
2021年、南洋材丸太を用いる大型合板工場を有した大新合板工業（新潟市）が事業を停止し、南洋材利用の転換期となった。